# Sphenomorphus rarus
Sphenomorphus rarus är en ödleart som beskrevs av  Myers och DONNELLY 1991. Sphenomorphus rarus ingår i släktet Sphenomorphus och familjen skinkar. Inga underarter finns listade i Catalogue of Life.